# Лајош Чеби
Лајош Чеби (мађ. Cséby Lajos; Печуј, 17. август 1899 − ?, 15. октобар 1976) је био добровољац из Војводине у Шпанском грађанском рату и мађарски дипломата.

## Биографија
Рођен у Печују од оца Лајоша, државног службеника. У Печују је завршио четири разреда основне и осам разреда средње школе. Од 1917. учествује у Првом светском рату. После рата се прикључује Комунистичкој партији Мађарске, и као командир Црвене армије суделује у мађарској совјетској револуцији 1919. Након пада Совјетске републике Мађарске и Барањске републике 1921, прелази у Суботицу и постаје члан Комунистичке партије Југославије (КПЈ). Према сведочењима многих комунистичких активиста, он и његов отац су током двадесетих година били најутицајније и политички најобразованије личности у суботичким револуционарним круговима. Током репресије режима за време диктатуре краља Александра, противио се револуционарним методама КПЈ. Због страха од хапшења, новембра 1930. напушта Југославију и одлази у Совјетски Савез, где завршава партијску школу.
Из Москве новембра 1936. прелази у Шпанију и укључује се у грађански рат. Од априла 1937. командује батаљоном Ракоши у 13. Интербригади. У Шпанији обавља и дужности преводиоца, представника мађарских бораца и члана кадровског одељења Интернационалних бригада. Након пада Друге шпанске републике, из Шпаније се враћа у Москву. Током Другог светског рата бори се у Црвеној армији, а 1946. долази у Мађарску, где постаје секретар борачког огранка Мађарског ослободилачког савеза. Године 1950. у монтираном политичком процесу је осуђен на четири године робије. Након изласка из затвора од 1954. до 1956. ради у Волонтерском савезу мађарске одбране (MÖHSZ). Од 1957. до 1961. обавља дужност мађарског амбасадора у Београду, од 1961. до 1963. у Софији и од 1963. до 1967. у Прагу.